# Canon de marine de 16,25 pouces BL Mk I
Ne doit pas être confondu avec Canon de marine de 16 pouces BL Mk I.
Le Canon de marine de 16,25 pouces BL Mk I (en anglais BL 16.25-inch Mk I naval gun ("110-ton gun") ) était un canon naval super lourd britannique à chargement par la culasse, initialement conçu au début des années 1880 et finalement déployé à la fin des années 1880. Le Mk I étaient tous d'une longueur de 30 calibres.

## Service

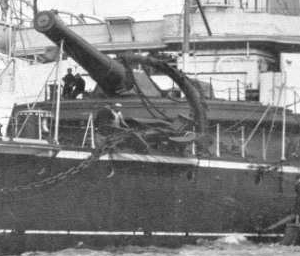
Barbette avant sur le HMS Benbow.
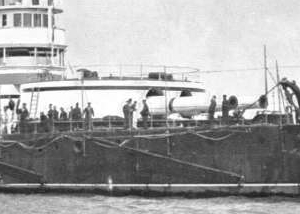
Tourelle sur le  HMS Sans Pareil.
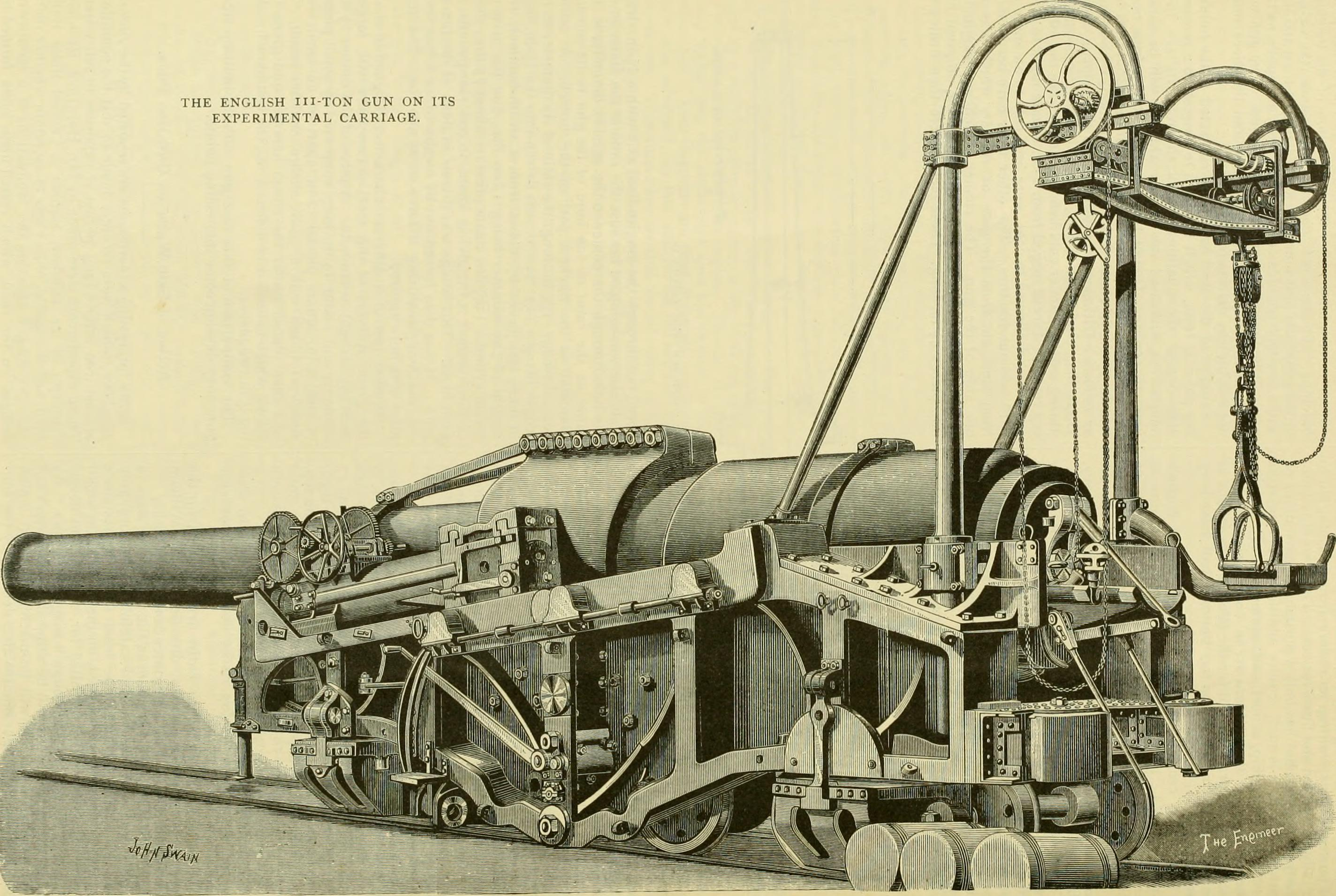
Canon de 110 tonnes sur affût d'épreuve.

Elswick avait déjà fourni des canons similaires à la marine royale italienne (Regia Marina) et les avait montés sur le cuirassé italien Andrea Doria en 1885. La Royal Navy souhaitait une parité pour sa Mediterranean Fleet (flotte méditerranéenne). L'adoption de ce canon a été influencée par la lenteur de la production des nouveaux canons préférés de 13,5 pouces (343 mm): la Royal Navy avait la possibilité de retarder l'achèvement des nouvelles cuirasses de la classe Admiral jusqu'à ce que suffisamment de canons de 13,5 pouces soient disponibles pour les équiper de quatre canons dans deux barbettes jumelées comme prévu; d'utiliser des canons de 12 pouces (305 mm), ou de les équiper des nouveaux canons de 16,25 pouces (413 mm).
La décision prise fut d'installer des canons de 16,25 pouces sur le HMS Benbow en 1887 dans des barbettes simples à l'avant et à l'arrière, chaque canon remplaçant deux canons de 13,5 pouces. Pour les HMS Victoria et HMS Sans Pareil suivants, les canons de 16,25 pouces étaient montés par paires dans une seule tourelle placée à l'avant.
Des faiblesses telles que l'affaissement et les fissures ont été découvertes dans la conception initiale, et les nombreuses modifications ultérieures signifiaient qu'aucun des douze canons construits n'était identique, de sorte que la dénomination Mk I a été abandonnée et les canons individuels ont été désignés par leur numéro de série. En raison de leur poids élevé, de leur faible cadence de tir et de leur courte durée de vie de moins de 75 tirs, ces canons n'ont pas eu beaucoup de succès et n'ont en fait jamais été utilisés en action.

## Munitions

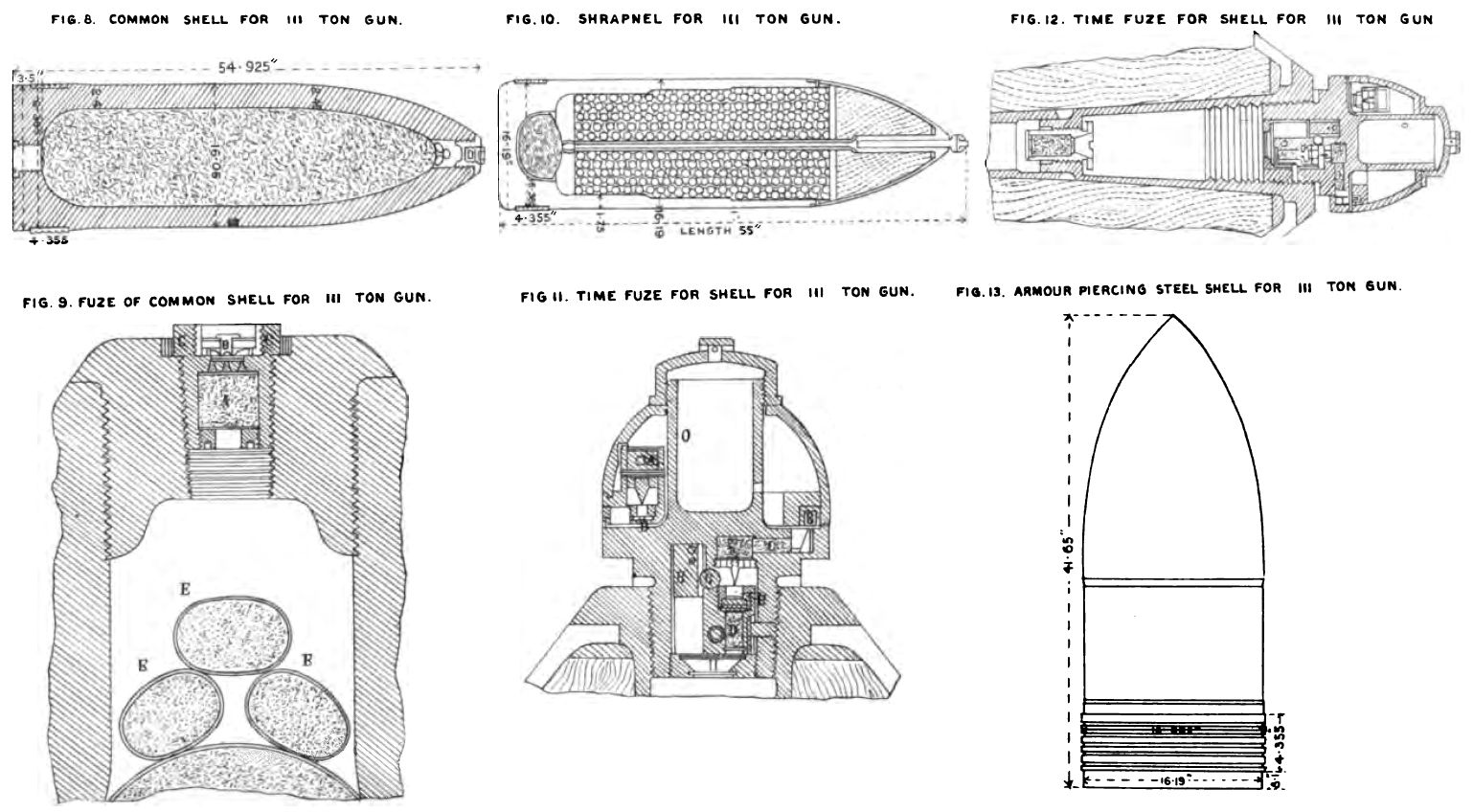
Diagrammes des projectiles communs, à éclats et perforants et de leurs fusées pour le canon.